# ...And Then There Was X
…And Then There Was X é um álbum de DMX, lançado em 21 de dezembro de 1999, pela Ruff Ryders Entertainment e pela Def Jam Recordings.

## Canções
O primeiro single do álbum, a canção de clube "What's My Name?" foi lançada, e recebeu muito airplay em rádios urbanas e na televisão. Chegou ao #67 na parada Billboard Hot 100.
O segundo single foi o hino das festas "Party Up (Up in Here)", que ajudou a aumentar as vendagens do álbum. O álbum também apresentou faixas mais introspectivas como "Fame" e "Here We Go Again", um relato sincero de disputa emocional com seu pupilo fictício, 'Shorty', que ele cita como 'ferrando com muita coisa', forçando X a deixá-lo para se virar nas ruas.
Faixas típicas de DMX incluem a faixa obrigatória para mulheres, "What These Bitches Want", com os vocais suaves da estrela do R&B Sisqó. A canção foi lançada como o terceiro single na forma editada de "What You Want", para airplay moderado e um clipe de grande orçamento do diretor Hype Williams. Também as músicas agressivas padrão de X incluem "Don't You Ever", "Coming For Ya" e "The Professional", em que DMX documenta as atividades de um criminoso através da cidade.

## Recepção
| Críticas profissionais | Críticas profissionais |
| Avaliações da crítica  | Avaliações da crítica  |
| Fonte                  | Avaliação              |
| ---------------------- | ---------------------- |
| Allmusic               | [ 2 ]                  |
| Entertainment Weekly   | A−                     |
| Q                      | [ 4 ]                  |
| RapReviews             | (7/10)                 |
| Rolling Stone          | [ 6 ]                  |
| The Source             | [ 7 ]                  |
| USA Today              | [ 8 ]                  |

Apesar de não ser creditado como seu melhor trabalho, …And Then There Was X foi bem recebido por fãs e por críticos, porém para algum critiscismo, o estilo de produção voltado para um som mais comercial e para as rádios; um forte contraste com seu trabalho anterior, que involvia fortes tons góticos e religiosos (sobretudo conexões entre o inferno e suas más ações), mostrando imagens sangrentas e horripilantes sobre as capas de seus álbuns, como por exemplo a capa de Flesh of My Flesh, Blood of My Blood.

## Sucesso
O álbum vendeu muito bem, vendendo 698.000 unidades em sua primeira semana e foi certificado como cinco vezes platina pela RIAA. Com mais de 4.950.000 cópias vendidas, é o álbum mais vendido de DMX até hoje. Estreou na 1ª posição da Billboard 200, firmando DMX como o único artista de hip hop até hoje a ter seus três primeiros álbuns estreando no primeiro lugar da Billboard 200.

## Faixas
| #  | Título                               | Produtor(es)                                   | Participação(ões)    | Duração | Sample(s)                                            |
| -- | ------------------------------------ | ---------------------------------------------- | -------------------- | ------- | ---------------------------------------------------- |
| 1  | "The Kennel" (skit)                  |                                                |                      | 0:36    |                                                      |
| 2  | "One More Road to Cross"             | Swizz Beatz                                    |                      | 4:20    |                                                      |
| 3  | "The Professional"                   | P. Killer Trackz                               |                      | 3:35    |                                                      |
| 4  | "Fame"                               | Dame Grease                                    |                      | 3:37    |                                                      |
| 5  | "A Lot to Learn" (skit)              |                                                |                      | 0:39    |                                                      |
| 6  | "Here We Go Again"                   | DJ Shok                                        |                      | 3:52    |                                                      |
| 7  | "Party Up"                           | Swizz Beatz                                    |                      | 4:28    |                                                      |
| 8  | "Make a Move"                        | P. Killer Trackz                               |                      | 3:33    |                                                      |
| 9  | "What These Bitches Want"            | Nokio                                          | Sisqó                | 4:13    |                                                      |
| 10 | "What's My Name?"                    | Self Service & Irv Gotti                       |                      | 3:52    |                                                      |
| 11 | "More 2 a Song"                      | P. Killer Trackz                               |                      | 3:42    |                                                      |
| 12 | "Don't You Ever"                     | Swizz Beatz                                    |                      | 3:48    |                                                      |
| 13 | "The Shakedown" (skit)               |                                                |                      | 0:35    |                                                      |
| 14 | "D-X-L (Hard White)"                 | Dame Grease                                    | The L.O.X. & Drag-On | 4:21    |                                                      |
| 15 | "Comin' for Ya"                      | Swizz Beatz                                    |                      | 4:02    |                                                      |
| 16 | "Prayer III"                         |                                                |                      | 1:59    |                                                      |
| 17 | "Angel"                              | Irv Gotti                                      | Regina Belle         | 5:07    |                                                      |
| 18 | "Good Girls, Bad Guys" (Bonus Track) | P. Killer Trackz & Charly (Shuga Bear) Charles | Dyme                 | 3:55    | • Contains an interpolation of "Call Me" (R. Mutler) |

## Paradas
| Parada (1999)                           | Posição topo |
| --------------------------------------- | ------------ |
| Canadian Albums Chart                   | 6            |
| German Albums Chart                     | 46           |
| Netherlands Albums Chart                | 64           |
| E.U.A. Billboard 200                    | 1            |
| E.U.A. Billboard Top R&B/Hip-Hop Albums | 1            |